# Qunchamarka
Qunchamarka (quechua : Conchamarca) est un site archéologique inca situé au Pérou, dans la région de Cuzco, dans la province d'Urubamba, dans le district du Machu Picchu, au sud-ouest de la montagne Runkuraqay. Le site se trouve sur le chemin de l'inca au Machu Picchu, entre les sites archéologiques de Sayaqmarka et de Puyupatamarka.

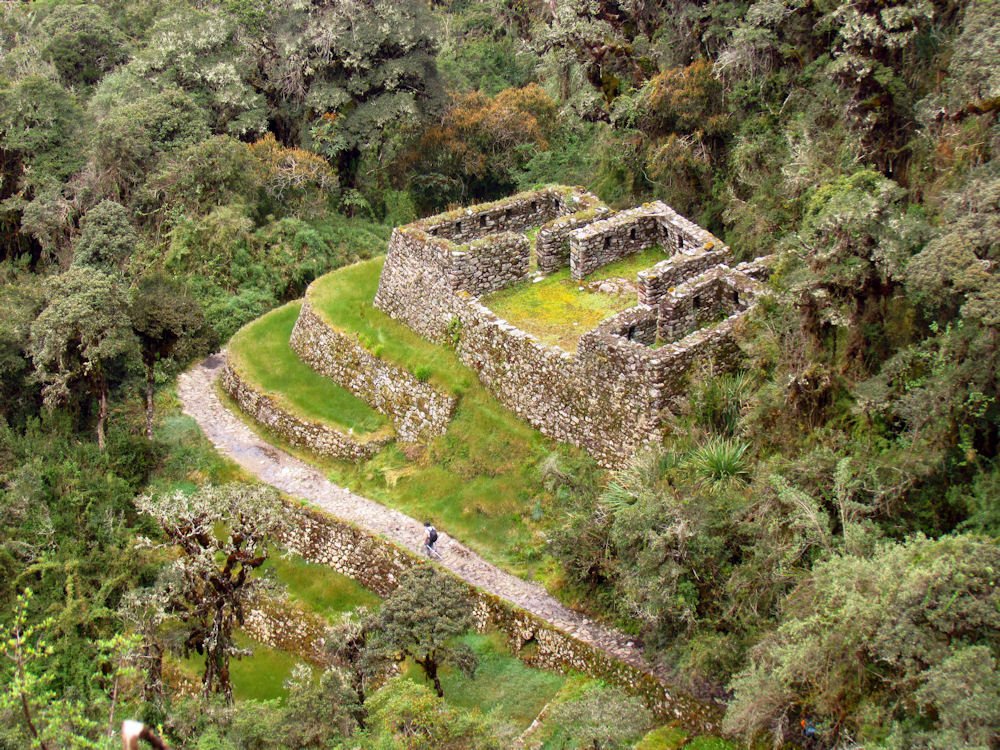
Qunchamarka.